# Кулага-Петражицкий, Иван
Ива́н Кула́га-Петражи́цкий (укр. Іван Петражицький-Кулага; родился около 1570 года, окрестности Могилёва и Орши, Великое княжество Литовское/Речь Посполитая — убит в сентябре/октябре 1632 года, Канев, Киевское воеводство, Малопольская провинция Речи Посполитой) — один из предводителей запорожского казачества, гетман Украины в 1631—32 годах.

## Биография
Иван Петражицкий–Кулага родился в окрестностях Могилёва и Орши около 1570 года в шляхетской семье Петражицких герба Пелеш.
В Запорожье появился в конце 1620-х годов. Принимал участие в восстании Тараса Федоровича по прозвищу Трясило. В конце 1631 года казаки на своём совете избрали двух гетманов: Ивана Петражицкого-Кулагу — для реестровых казаков, и Андрея Гавриловича — для нереестровых казаков.
Кулага-Петражицкий занимал пост гетмана украинского казачества с сентября 1631 по сентябрь 1632 годов. Являлся сторонником Михаила Дорошенко, стремившегося к достижению взаимопонимания между польским правительством и Войском Запорожским. Проводил лояльную политику по отношению к Польше, пытаясь путём компромиссов отстоять казаческие права и вольности. Помимо того, отстаивал интересы и православной церкви. Добился участия летом 1632 года на польском сейме казацких делегатов, которые выдвинули требования о допуске казаков к избранию нового короля (которым впоследствии стал Владислав Ваза) и справедливого урегулирования религиозных вопросов. В марте 1632 года Кулага взял обязательства перед казаками и всеми верующими защищать православную церковь оружием.
В сентябре 1632 года Кулага на казацкой раде на Масловом Ставе (Киевщина) был заподозрен в попытке заключить соглашение об условиях нормализации религиозных отношений с представителями греко-католической церкви, в связи с чем был смещён с гетманского поста и вскоре казнён в Каневе. Согласно другой версии, умер в Каневе при невыясненных обстоятельствах; возможно, убит.